# A Hunted Animal
A Hunted Animal  è un cortometraggio muto del 1914 diretto da Charles Brabin.
Fu il secondo episodio del serial cinematografico The Man Who Disappeared.

## Produzione
Il film fu prodotto dalla Edison Company.

## Distribuzione
Distribuito dalla General Film Company, l'episodio - un cortometraggio in una bobina conosciuto anche come The Man Who Disappeared#2: A Hunted Animal - uscì nelle sale cinematografiche degli Stati Uniti il 21 aprile 1914.